# Peștera din Valea Geogelului
Peștera din Valea Geogelului, cunoscută și sub numele de P.11, este o peșteră medie ca dimensiuni dar foarte bogată în speleoteme.

## Localizare
Peștera este situată în Munții Trascăului în apropierea cătunului Brădești, comuna Râmeț. În centrul cătunului se intersecteazâ două drumuri, Râmeț - Ponor și Sălciua - Cheia. Plecând pe acesta din urmă spre sud, spre Cheia după nici 1,5 km se ajunge la o confluență a pârâului pe care coborâm cu un altul ce vine din stânga. Se urmărește acesta din urmă, în amonte. E o zona salbatică, fără potecă. Dupa 300 m de urcare dificilă, 100 m diferență de nivel, se ajunge la baza unui perete de calcar înalt de 60-100 m. Apa apare de obicei printre bolovanii așezați la 200 m mai jos de baza peretelui. După ploi puternice sau la topirea zăpezilor, apa apare chiar la baza peretelui pe gura peșterii.

## Istoric
Peștera a fost descoperită prin decolmatarea intrării de echipa de speologi de la Polaris Blaj (Floarea și Teo Ludusan, Victor Ciufudean și Iosif Pop). Cartarea a fost făcută o lună mai târziu de Viorel și Teo Ludusan.

## Descriere
Este o peșteră debitoare cu o intrare artficială foarte îngustă După câțiva metri ea se lărgește prezentând caracteristicile unei galerii active. Sunt evidente urme de dizolvare freatică pe pereți și tavan (septe). Dar după câțiva zeci de pași galeria părăsește activul într-o pantă abruptă. Imediat apar speleoteme de toate formele și culorile. Stalactite de toate grosimile începând cu cele mai fine macaroane, coloane și stalagmite, scurgeri parietale, scurgeri de montmilch,gururi, cristalcite  și draperii de culori de la alb imaculat la galben, roșu sau brum cu negru. Pe lateralul galeriei apar balcoane sau mici continuări orizontale. Peștera este superficial explorată. Atât galeria activă de la baza, cât și hornurile din final pot oferi surprize exploratorilor perseverenți. 

## Condiții de vizitare
Pestera este dificil de găsit. Pe timp de ploaie sau topirea zăpezilor nivelul apei crește rapid și inundă intrarea. Orice explorare se face cu om lăsat afară pentru alertă meteo. Sunt necesare surse de iluminat, coardă de asigurare. Atenție la formațiunile fragile.

## Biologie
Nu au fost făcute decât observații preliminare. Deoarece peștera a fost total izolată, sunt șanse ca ea să ofere surprize biospeologice.